# Otolejeunea hoana
Otolejeunea hoana är en bladmossart som först beskrevs av Pierre Tixier, och fick sitt nu gällande namn av Riclef Grolle. Otolejeunea hoana ingår i släktet Otolejeunea och familjen Lejeuneaceae.
Artens utbredningsområde är Vietnam. Inga underarter finns listade i Catalogue of Life.